# Ewa Kopacz
Ewa Bożena Kopacz, geboren als Ewa Bożena Lis (Skaryszew, 3 december 1956), is een Poolse kinderarts en  politica. Ze is sinds 2001 lid van de partij Burgerplatform, nadat ze eerder lid was geweest van de partij Vrijheidsunie.
Ze werd een eerste maal verkozen in de Sejm in 2001, in 2011 werd zij voorzitter (Marszałek Sejmu) van dit nationaal parlement. Van 2007 tot 2011 was zij minister van Gezondheid in de regering van Donald Tusk. Op 22 september 2014 volgde zij Tusk op als premier van Polen, nadat die tot voorzitter van de Europese Raad was benoemd. Op diezelfde dag werd door president Bronisław Komorowski ook haar regering beëdigd.
Na de nederlaag van de twee regeringspartijen Burgerplatform en PSL in de parlementsverkiezingen van 25 oktober 2015 bood zij aan president Andrzej Duda het ontslag van haar regering aan. Ze werd op 16 november van dat jaar opgevolgd door Beata Szydło van de partij Recht en Rechtvaardigheid (PiS).
In 2019 werd ze Europarlementslid en verkozen tot vicevoorzitster.
- Gemeinsame Normdatei: 1281865567
- International Standard Name Identifier: 0000 0004 2847 788X
- Library of Congress Control Number: n2017058239
- Nationale Bibliotheek van Polen: a0000002859460
- Virtual International Authority File: 307175114
- WorldCat: E39PBJwmWKKybHmgk8yhq7RkDq